# Phasia ferruginea
Phasia ferruginea là một loài ruồi trong họ Tachinidae.